# Adam Gunn
Adam Gunn (Adam Beattie Gunn; * 24. Dezember 1872 in Golspie, Sutherland; † 1934) war ein US-amerikanischer Leichtathlet schottischer Herkunft.
1901 und 1902 wurde er US-Meister im All-Around-Wettkampf, einem Vorläufer des heutigen Zehnkampfs.
Bei den Olympischen Spielen 1904 gewann er in derselben Disziplin die Silbermedaille hinter dem Briten Tom Kiely und vor seinem Landsmann Truxtun Hare.